# El Espinillo (Formosa)
Pour les articles homonymes, voir El Espinillo.
El Espinillo est une ville de la province de Formosa, en Argentine, chef-lieu du département de Pilagás.
Elle est située à 196 km au nord-ouest de Formosa, la capitale provinciale.